# Der Einzige und sein Eigentum

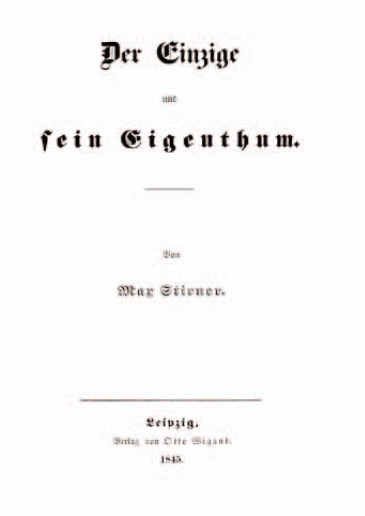
Der Einzige und sein Eigentum

Der Einzige und sein Eigentum (afgekort als DEUSE, Nederlands: De Enige en zijn Eigendom) is een werk van de Duitse filosoof Max Stirner. De oorspronkelijke titel is Der Einzige und sein Eigenthum (latere spelling: Eigentum met -t in plaats van th). Het werd voor het eerst gepubliceerd in Leipzig, in 1845.
Kenmerkend voor de stijl van dit werk en samenhangend met zijn visie op het autonome individu is met name dat Stirner het Duitse woord Ich (Ik) en alle grammaticale verbuigingen van de eerste persoon enkelvoud steevast met een hoofdletter schrijft. Volgens hem is de mens in wezen een egoïst, maar dit gegeven moet neutraal worden bezien, los van enige negatieve of moreel diskwalificerende connotatie. Het werk laat zich omwille van een goed begrip van zijn gedachtegoed dan ook het best (her-)lezen in een hermeneutische spiraal.
Stirner maakt een belangrijk onderscheid tussen de "freiwilliger Egoist", de mens die dit gegeven van het eigen egoïsme eerlijk onderkent (en waartoe hij zichzelf rekent), en de "unfreiwilliger Egoist", die hiervan niét wil weten, enkel het egoïsme van ánderen waarneemt en laakt, en zich zèlf liever, naar zijn mening schijnheilig, verschuilt achter idealen, die Stirner steevast als ijdele spookbeelden afdoet: deze laatste verklaart iets heilig buiten zichzelf, waaraan hij dan wel ook van ánderen onderwerping en opofferingen verlangt, op straffe van het verwijt "zelfzuchtig" te zijn.

## Bespreking
Het werk valt uiteen in twee delen.

### Deel I: De Mens
Het eerste deel van DEUSE bouwt Stirner, in navolging van Georg Wilhelm Friedrich Hegel, op rond een driedeling van de menselijke ervaring. Zowel de individuele mens als de geschiedenis doorloopt drie stadia van ontwikkeling.
De eerste fase is de realistische fase (wat men vaak verkeerdelijk materialisme noemt) en wordt aangeduid als de kinderjaren, waarbinnen de mens onder dwang leeft van natuurlijke krachten en wetten. De bevrijding van deze externe dwang kon de mens verwezenlijken door de ontdekking van de mogelijkheden van de menselijke geest. Deze capaciteiten werden ontdekt door het gebruik van de eigen scherpzinnigheid en geslepenheid, bij het omzeilen van deze dwang. Deze "ontdekking" gebeurt in de tweede of idealistische fase van de jeugdjaren, waarbinnen de mens echter opnieuw onderworpen wordt aan een nieuwe vorm van dwang, die ditmaal van interne of innerlijke aard is. De mens verwordt opnieuw tot slaaf, maar ditmaal door de geestelijke krachten van het bewustzijn en de rede. Het is slechts in de derde fase, de volwassenheid of de egoïstische fase, dat het individu zal ontsnappen aan zowel de realistische als idealistische dwang, respectievelijk de externe en interne dwang. Het is namelijk in deze fase, dat de mens de bevrediging van zijn persoonlijke behoeften prioritair aan alle andere zal stellen. Kenschetsend voor het ironiserende karakter van DEUSE stelde Stirner vervolgens:
"Endlich der Greis? Wenn Ich einer werde, so ist noch Zeit genug, davon zu sprechen."
Vertaling:
"Tot slot de grijsaard? Als ik er een word, is er nog tijd genoeg om daarover te spreken."
Deze uitspraak is verbonden met de kritiek van een aantal links-hegelianen op Hegel, die naar hun mening de geschiedenis onterecht in vier delen had onderverdeeld. Stirner ironiseerde dit debat met bovenstaande opmerking over het waarom van de ontbrekende vierde fase.
Stirner stelde de dialectische ontwikkeling van het individu nadien -net als Hegel- voor als analoog aan de historische ontwikkeling, en het is de historische driedeling die de structuur vormt voor de rest van het boek. De menselijke geschiedenis wordt immers herleid tot opeenvolgende periodes van materialisme (de antieke, of pre-christelijke wereld), idealisme (de moderne, of christelijke wereld) en egoïsme (de toekomstige wereld). Het eerste deel van Der Einzige und sein Eigentum gaat over de eerste twee, deel twee over het derde.
Het eerste deel van Der Einzige und sein Eigentum werpt een blik in het verleden en kijkt dus kritisch aan tegen het heden. Stirner wou het bewijs leveren dat de moderniteit er niet was in geslaagd om het juk van het religieuze denken af te werpen. In die optiek lanceerde hij dus een bijtende kritiek op zijn links-hegeliaanse collega's. Alle voorbeelden die hij in zijn bewijsvoering aanhaalt, komen uit de culturele of intellectuele sfeer. Daarenboven dienen ze enkel om de historische visie te ondermijnen die de moderne ontwikkeling van de mens afgeschilderde als een steeds groter worden van "de vrijheid" (zoals Hegel betoogd had). Daartegenover betoogt Stirner dat de moderne mens meer en meer onderdrukt wordt door het spirituele. Stirner zag de onderschikking van het individu aan het spirituele (onder welke vorm dan ook) als "religieuze slavernij". Stirner verdedigt zijn visie op de ontwikkeling van de moderniteit aan de hand van één historische gebeurtenis, de Reformatie. Hij tracht aan te tonen dat de overgang van een katholieke naar een protestantse hegemonie voor de individuele mens geen hogere graad van vrijheid inhield, maar integendeel een verbreding en intensivering van het spirituele juk. De controle van het religieuze over het individu werd verstevigd en uitgebreid, aangezien bijvoorbeeld het verschil tussen wereldlijke en religieuze aangelegenheden opgeheven werd. Zo konden priesters voortaan huwen, waardoor het wereldlijke letterlijk aan het spirituele werd gekoppeld. De intensiteit van het juk werd ook groter aangezien de band tussen het individu en de religie sterker werd dan voorheen. Het protestantisme is veeleer een innerlijk geloof. In tegenstelling tot het katholicisme veroorzaakt het een levenslang conflict tussen natuurlijke impulsen en het religieuze bewustzijn.
Het christendom stelt Stirner dus gelijk aan de "moderne wereld", maar analoog aan zijn kritiek op het protestantisme, stelt hij de filosofie van Die Freien gelijk aan de "modernste onder de modernen". De idealistische fase in de geschiedenis valt nogmaals uiteen in drie fasen of een nieuwe dialectiek: politiek liberalisme, sociaal liberalisme en humaan liberalisme. De stelling dat de moderne wereld religieuze denkwijzen reproduceerde in plaats van afbouwde, was dus een radicale kritiek op zijn links-hegeliaanse tijdgenoten, en dan vooral op Ludwig Feuerbach. Hij verweet deze laatste dat hij er niet in geslaagd was de menselijke geest te bevrijden van het spirituele juk. De zeer brede definitie van het begrip "religie" die Stirner hanteert, stelt hem zelfs in staat om het werk van Feuerbach af te doen als een middel ter ondersteuning van religieuze denkwijzen. Feuerbach was van mening dat God enkel een menselijke projectie was. De godsidee had ons vervreemd van onze innerlijke natuur door tegenover onze zwakheid de volmaaktheid van een Godheid te plaatsen. Het resultaat daarvan was volgens Stirner, dat Feuerbach de essentie van de religie onaangeroerd liet, namelijk de positionering van "een essentie boven mezelf". Feuerbach was erin geslaagd om de mens ondergeschikt te maken aan een "andere meester", namelijk "de mens" als "soortwezen":
"Feuerbach z.B. meint, wenn er das Göttliche vermenschliche, so habe er die Wahrheit gefunden. Nein, hat Uns der Gott gequält, so ist »der Mensch« im Stande, Uns noch marternder zu pressen."
Vertaling: "Zo meent Feuerbach door het goddelijke te vermenselijken, de waarheid gevonden te hebben. Nee; als God ons heeft getergd, is »de mens« in staat om ons nog veel meer fijn te knijpen."
Deze overgang maak de tirannie van het goddelijke over het individu eveneens concreter, aangezien de menselijke natuur, in tegenstelling tot de conventionele christelijke God, een immanente Godheid is die zowel gelovigen als ongelovigen voor haar kar weet te spannen. Stirner beperkt zich niet tot Feuerbach, maar betrekt alle links-hegelianen in zijn kritiek, waarin hij een omgekeerde dialectiek hanteert. In plaats van een steeds groeiende vrijheid, stelt hij de drie types van liberalisme als groeiende onvrijheid voor. De links-hegelianen verschilden van elkaar van mening over de invulling van "de menselijke natuur". "Politieke liberalen" zoals Arnold Ruge vonden dat de menselijke natuur samenvalt met het burgerschap. "sociaal liberalen" zoals Moses Hess spraken eerder over de menselijke natuur die samenvalt met de arbeid. De "humane liberaal" Bruno Bauer hield het ten slotte bij een samenvallen van een kritische ingesteldheid met het "mens-zijn". Allen maakten ze dus dezelfde fout als Feuerbach, door de menselijke essentie los te maken van het individu, en te verheffen tot ultiem streefdoel. Stirner beschouwde zijn eigen intellectuele project als een radicale breuk met het werk van al zijn tijdgenoten. Zijn doel was de rehabilitatie van het prozaïsche en sterfelijke "ik", voor wie elk "appel" ter verwezenlijking van "de lotsbestemming" vruchteloos is.

### Deel II: Ik
Deel twee van Der Einzige und sein Eigentum is, zoals eerder vermeld werd, een vooruitblik naar de toekomst. Max Stirner wil bij het schetsen van de historische ontwikkeling van de relatie van het individu tot zijn gemeenschap het "egoïsme" laten overkomen als de veruiterlijking van een hoger maatschappijtype of beschavingsniveau. Dat doet hij door op een bepaald ogenblik de voorwaarden voor een gelijkaardige ontwikkeling -namelijk die van natuurstaat naar samenleving- te gebruiken. Volgens Stirner was de "natuurstaat" van de mens dat hij deel uitmaakte van een gemeenschap, en niet een geïsoleerd bestaan leed. Dit is echter slechts het vroege ontwikkelingsstadium van de mens, aangezien deze de onvolkomenheden van de "natuurstaat" logischerwijs zou ontgroeien. De ontwikkeling die de relatie individu-gemeenschap doormaakt, vergelijkt Stirner ook met die van de relatie moeder-kind. Het kind zal immers, naarmate het volwassen wordt, hunkeren naar een minder verstikkende omgeving en de maatschappelijke concepten die het ondergeschikt houden, afwerpen.
Samenvattend kunnen we stellen dat het individu de overgang moet maken van sociale naar egoïstische relaties om te kunnen ontsnappen aan de verdrukking. Wat Stirner verstaat onder "egoïsme" is voor velen niet erg duidelijk. Sommigen zien in Stirner een psychologische egoïst die meent dat alle (intentionele) acties slechts gefundeerd worden door het naakte eigenbelang van het individu. Deze visie op Stirners invulling van het "egoïsme" is betwistbaar, aangezien Stirner van mening was dat de niet-egoïstische daden net dominant waren doorheen de menselijke geschiedenis (in de tijden van het realisme en idealisme). Het Stirneriaanse "egoïsme" moet onderscheiden worden van het bekrompen verlangen om de eigen behoeften te bevredigen. In Der Einzige und sein Eigentum geeft Stirner het voorbeeld van een hebzuchtig individu dat alles opoffert om zo veel mogelijk materiële rijkdom te verwerven. Dit individu dient slechts één doel, namelijk zichzelf (hij stelt enkel daden die hem kunnen verrijken), maar dat is voor Stirner een eenzijdig en uiterst bekrompen egoïsme. Aangezien de hebzuchtige man de slaaf geworden is van één enkel doel, is zijn egoïsme niet te verzoenen met het egoïsme van Stirner. Hij is een slaaf van het spook "rijkdom" geworden. Hij hanteert het begrip unfreiwilliger Egoïst voor de velen die zich weliswaar verbeelden zogenaamd niet zelfzuchtig te zijn door iets heilig te verklaren buiten zichzelf (een geloof, ideaal of streven), maar ondertussen wel daaraan van anderen offers en ook onderwerping verlangen.
Het stirneriaanse egoïsme kan dus het best begrepen worden als de zoektocht naar een grote autonomie en een zich ontdoen van een masker van schijnheiligheid dat tegenover de medemensen opgehouden wordt door het koesteren van allerlei nobel lijkende idealen die de zelfzucht verhullen.
Twee punten zijn dus fundamenteel in Stirners visie. In de eerste plaats is "Eigenheit" niet een object tussen andere objecten of het beste object, maar wel het enige object. In de tweede plaats is zelfbeschikking iets dat niet te verzoenen valt met verplichting tegenover welke derden dan ook, zelfs deze die vrijwillig aangegaan worden.
Stirner slaat dus niets hoger aan dan de individuele zelfbeschikking. Hij verwerpt met veel kracht de vermeende legitimiteit van instituties en geplogenheden. Er is een noodzakelijke afkeer van het "egoïstische" individu voor de staat; deze is het logische gevolg van de onverzoenbaarheid van autonomie en de gehoorzaamheid aan wetten. Stirner verwerpt dan alle politieke structuren. Zelfs indien er een staat zou bestaan met een directe democratie en waar de besluiten unaniem worden genomen, dan nog is hij van mening dat het individu zich niet hoeft te schikken. Stirner stelt namelijk dat het individu dan gebonden is aan zijn "wil-van-de-dag-voordien" en dit impliceert een vorm van onderdrukking, aangezien de wil dan bevroren werd in de tijd.
Het nakomen van beloftes is het volgende slachtoffer van deze zelfbeschikking. Volgens Stirner is dit ook onverzoenbaar met de individuele autonomie en dus opnieuw onderdrukkend en verknechtend. Als alternatief stelt hij de "heroïek van de leugen" of de woordbreuk, dit "om zichzelf te bepalen en te vermijden dat men bepaald wordt". Stirner introduceert daartoe het "Verein von Egoïsten" of "verbond van egoïsten". Hij ziet de egoïstische toekomst dus als het product van tijdelijk met elkaar verbonden, maar steeds onafhankelijke individuen. Dit verbond heeft eerder instrumentele eigenschappen en het enige doel ervan ligt bij de individuen die zelf via het verbond hun individuele oogmerken moeten kunnen nastreven. Er is dus geen sprake van gezamenlijke doelen of verwachtingen en het verbond heeft "an sich" geen enkele waarde die geëvalueerd kan worden.
Op dat ogenblik komen we eigenlijk tot de kern van zijn visie op de relatie tussen de "egoïst" en zijn leefwereld. De relatie tussen de egoïst en objecten (dus ook mensen) ziet Stirner als een eigendomsrelatie. De egoïst staat dus als "eigenaar" tegenover de wijde wereld; deze "egoïstische" eigendom mag niet verward worden met de bestaande juridische eigendom, private of collectieve. Bij die laatste gaat het immers steeds om "rechten" of "claims" van individuen of collectiviteiten, hetgeen beklemmend en onderdrukkend werkt en dus verwerpelijk is. De "egoïstische" eigendom bestaat eerder uit de onbegrensde heerschappij van het individu over de wereld en de afwezigheid van morele belemmeringen. De onderlinge band tussen mensen wordt dus botweg herleid tot een verbintenis van nut en bruikbaarheid, zonder enige morele begrenzing. Stirner aanvaardt volledig de consequenties van dit denken, en hij wijst elke verplichting tegenover anderen onverbiddelijk van de hand. Stirner gaat zelfs nog verder, en velt bijvoorbeeld geen oordeel over incest of moord. Als we geen verplichtingen hebben tegenover elkaar, kunnen we ook geen verwachtingen koesteren met betrekking tot de anderen.